# Pieter Oussoren
Pieter Oussoren (Ruwiel (Breukelen), 1943) is een Nederlands predikant en vertaler, met name van de Bijbel. Zijn Bijbelvertaling is bekend geworden onder de naam Naardense Bijbel.

## Achtergrond
Oussoren komt uit een gezin van acht kinderen, van wie hij de tweede was. Zijn vader heette Cornelis Oussoren en zijn moeder Elizabeth Jacoba Kool. Hij ging naar school op het Christelijk Gymnasium Utrecht waar hij interesse voor taal en vertalingen kreeg. Deze belangstelling verdiepte zich tijdens zijn studie theologie die hij van 1961 tot 1971 aan de Universiteit Utrecht volgde, deels als werkstudent.
Als bezoeker van het Citypastoraat Domkerk in Utrecht kwam hij in aanraking met de zogeheten Amsterdamse School die veel aandacht schonk aan de taalkundige kant van de Bijbel. Pieter Oussoren is gehuwd met Theo van Willigenburg. Theo werkte als redacteur aan de herziening van de Naardense Bijbel, met uitgave in 2014.

## Predikant en vertaler
In 1972, na zijn afstuderen, ging hij aan de slag als predikant in Koog aan de Zaan en Zaandijk waar hij begon aan zijn project van wat later de Naardense Bijbel ging heten. Oussoren stond er niet helemaal alleen voor, maar kreeg steun bij zijn werk van diverse anderen, onder wie Frans Breukelman, wetenschappelijk hoofdmedewerker theologie aan de Universiteit van Amsterdam, en de Joodse Mijntje Meelker-van Tijn die hem een verdergaande kennis van het Hebreeuws bijbracht. Daarnaast hielpen de theologe Thea Pouw en een aantal van zijn kerkgangers mee.
In 1975 verhuisde hij weer naar Utrecht. In de eerste helft van de jaren tachtig was hij daar werkzaam als predikant bij de Evangelisch-Lutherse Kerk. Ook tijdens zijn aanstellingen als predikant in Leeuwarden (1985-1987) en Bussum (1987-1991) bleef hij in Utrecht wonen. In deze stad werd in die tijd een vertaalgroepje opgericht, de Vertaalgroep Abraham Dole die Oussoren steunde bij zijn voortgaande Bijbelvertaalwerkzaamheden. In de jaren negentig was Oussoren in Utrecht verbonden aan de Nederlands-hervormde Oranjekapel, die in de plaats kwam van de in 1983 gesloopte Oranjekerk, waarbij de klokkentoren behouden is gebleven. Ook daar werkte hij verder aan zijn Bijbelvertaling. Zijn laatste aanstelling als predikant was in de Samen op Weggemeente van de Nicolaïkerk in Utrecht, tot 12 juni 2005 toen hij vervroegd met emeritaat ging, maar hij bleef in diverse gemeenten actief als predikant.
Begin 2008 is hij begonnen met interimwerk. Zijn eerste plek was in Utrecht-Noordwest, waar hij samen met twee andere emeriti in zowel de Oranjekapel [een van zijn voormalige gemeentes] en de Bethelkerk heeft gewerkt.
Eind 2008 ging hij voor korte tijd terug naar zijn oude gemeente in Koog aan de Zaan/Zaandijk. Vanaf mei 2010 was hij werkzaam in de Thomaskerk in Zeist. In 2014 was hij als cantor verbonden aan de Lutherse Gemeente van Apeldoorn en was daar tot 2017 predikant.

## Naardense Bijbel
Het lag oorspronkelijk niet in Oussorens bedoeling om een complete Bijbelvertaling te maken, maar toen uitgeverij Skandalon, die zich richt op ontsluiting van bronnen, respect voor tradities en de kracht van humaniteit in 1999 wel een dergelijke complete vertaling uit de Amsterdamse School voor ogen had, raakte het project van Oussoren in een stroomversnelling. In de vijf jaar daarna rondde hij zijn vertaalwerk af. In totaal heeft hij tweeëndertig jaar gewerkt aan zijn vertaling, die in 2004 uiteindelijk werd uitgebracht als de Naardense Bijbel. In eerdere stadia waren al bepaalde gedeeltes ervan gepubliceerd.

## Ander vertaalwerk
Behalve Bijbelvertalen heeft Oussoren ook literair werk vertaald van de Duitse romanschrijver Erich Loest (Het wonder van Leipzig).
- Gemeinsame Normdatei: 1059151405
- International Standard Name Identifier: 0000 0003 6880 1421
- Nederlandse Thesaurus van Auteursnamen: 074384554
- Virtual International Authority File: 235285778
- WorldCat: E39PBJkdkhcT4MK8vgxr883vpP